# Isola di Vulcano
Vulcano (Vurcanu in siciliano) è un'isola italiana appartenente all'arcipelago delle isole Eolie, in Sicilia. Amministrativamente fa parte del comune di Lipari.
Gli abitanti, 450 nel 2019, vengono chiamati vulcanari. Nell'antichità venne chiamata Therasia (Θηρασία), poi Hiera (Ἱερά), perché sacra al dio Vulcano, da cui deriva poi il suo nome attuale.

## Mitologia e storia
Dai greci detto Hiera, poiché secondo la mitologia su questa isola si situavano le fucine di Efesto, dio del fuoco e fabbro che aveva per aiutanti i Ciclopi. Di essa parlano Tucidide, Aristotele e Virgilio.
(Virgilio, Eneide, libro VIII, 588 ss.)
Gli studi di alcuni noti archeologi ed etno-antropologi, convergono nell'identificare il sito, come Isola dei morti. Sulla base di alcuni indizi, essi sostengono che da tutte le isole Eolie, i morti venissero trasportati qui tramite rudimentali imbarcazioni, onde essere purificati dal dio del fuoco, con riti sacri. Il mancato ritrovamento di cadaveri fa supporre che, alla fine dei riti, le salme venissero trasportate e sepolte nelle isole di appartenenza. Diversamente altri sostengono che i cadaveri venissero seppelliti sull'Isola, ma la natura vulcanica del terreno ha cancellato ogni traccia dei resti umani. Le numerose, antichissime, grotte scavate nella roccia, presenti in località Piano, sembrerebbero essere legate ai suddetti riti funerari.
Successivamente i Romani ribattezzarono il dio Efesto, col nome di Vulcano, conseguentemente l'isola venne così chiamata. Ed è da qui che derivano i termini vulcano e vulcanesimo. Come si legge nella Guida di Messina e dintorni del 1902: «In quelle acque, Ottaviano, durante la guerra con Sesto Pompeo, pose la sua stazione navale».
Vulcano rimase quindi disabitata per secoli. Intorno al 510, re Teodorico vi relegò, per punizione, il curiale Iovino. Il normanno Ruggero I, conte di Sicilia, intorno all'anno 1083 fece donazione dell'Isola, insieme ad altre dell'arcipelago, al Monastero di San Bartolomeo dei monaci benedettini di Lipari, tramite il suo Abate Ambrogio. All'epoca le isole erano quasi disabitate e infestate dalla pirateria arabo-islamica. La chiesa locale costituiva per il Re, una base di informazioni e un campanello d'allarme. Le isole, colonizzate dalla Chiesa, potevano vedere un incremento della popolazione e lo sfruttamento delle risorse naturali. La bolla che Urbano II inviò ad Ambrogio il 3 giugno 1091 inizia proprio ricordando il diritto della Chiesa di Roma sulle isole risalente all'imperatore Costantino: 
(Bolla di Urbano II ad Ambrogio)

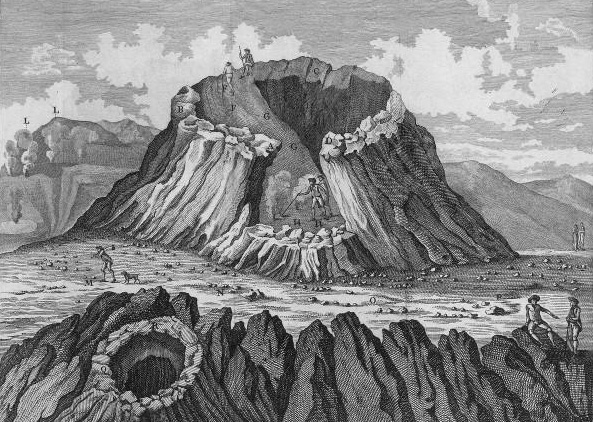
L'isola di Vulcano illustrata nell'opera di Lazzaro Spallanzani "Viaggi alle due Sicilie e in alcune parti dell'appennino" (1799).

L'Isola di Vulcano rimase sotto il dominio della Chiesa di Lipari per diversi secoli. Nel 1813 giunse da Napoli il generale Vito Nunziante, con nulla osta regio, per acquistare terre nelle Isole Eolie, dalla Mensa Vescovile di Lipari. Con due atti separati, ma entrambi dell'8 aprile 1813, ottenne in enfiteusi, dal Vescovo Mons. Francesco Todaro, dieci “salmate” di terra in Vulcano, in zona Porto di Levante, e altrettante in Contrada Porto Ponente. Alla morte di Nunziante, gli eredi, intorno al 1873, entrarono in contatto con l'industriale di Glasgow James Croesus Stevenson (1822-1903), interessato all'acquisto di grandi quantità di zolfo, che forniva al Regno Unito e alla Francia. L'atto di vendita fra gli eredi di Nunziante e James Stevenson, venne stipulato nel 1873. L'industria artigianale per la lavorazione dello zolfo, già avviata nel XVIII e ripresa da Nunziante venne incrementata da Stevenson. Per i lavori venivano utilizzati i coatti, prigionieri condannati ai lavori forzati, alloggiati alla meno peggio in dei “cameroni”, tuttora esistenti, nei quali si lavorava anche lo zolfo.
La notte del 3 agosto 1888, l'eruzione del Vulcano, cui sarebbero seguiti nei due anni successivi vari eventi di intensità minore, danneggiava seriamente le infrastrutture costruite per l'estrazione, ponendo fine a tutte le attività lavorative. Stevenson aveva costruito sull'isola un'abitazione, nota come "casa dell'Inglese", destinata ad ospitare il suo supervisore, tale Narlian, e la famiglia di questi, i quali vi sarebbero rimasti sino al 1888. Narlian inviò successivamente una lettera alla rivista scientifica Nature, descrivendo vari fenomeni ai quali aveva assistito nelle settimane precedenti l'eruzione e fornendo un resoconto della sua fuga dall'isola. Alla morte dello Stevenson, nel 1903, i suoi beni di Vulcano vennero acquistati dalle famiglie Favaloro, Conti e altre.

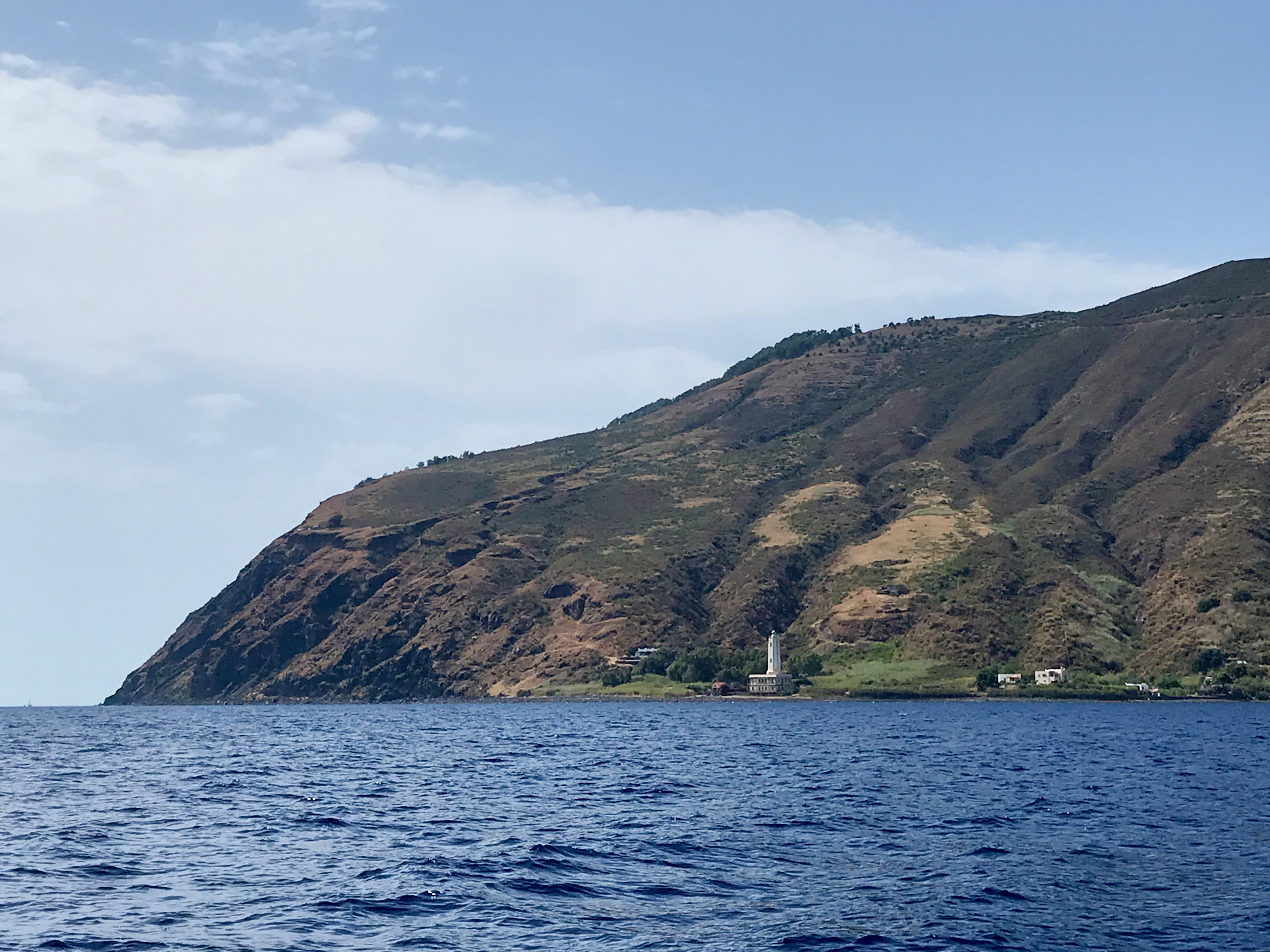
Faro di Gelso isola di Vulcano visto dal mare

Dalla fine dell'800 cominciarono ad arrivare dalla Sicilia i primi contadini in cerca di fortuna. Da Gelso, ove vi era una sorta di porto naturale per le barche, i lavoratori della terra, a dorso di asini e muli, si spostavano a Vulcano Piano, zona pianeggiante a circa 400 metri di altitudine s.l.m. Proprio a Gelso ritroviamo la prima chiesa dell'isola (Sec. XIX), poco più che una stanza, tuttora esistente. Sempre in località Gelso, nell'Ottocento venne edificato un faro, con accanto la casa per i faristi. Recentemente il detto faro è stato vincolato dalla Soprintendenza ai Beni Culturali di Messina. Vulcano Porto si cominciò invece a popolare nel XX secolo, con la presenza di pochissimi nuclei familiari, provenienti dalle coste siciliane e dalla vicina Lipari.
Solo intorno al 1950 Vulcano iniziò ad essere frequentata da turisti, che oggi costituiscono la maggiore risorsa economica dell'isola.

## Geografia
Situata 20 km a nord della Sicilia (Golfo di Patti, Mar Tirreno). Le Bocche di Vulcano, un braccio di mare largo 750 m circa, la separano da Lipari.

### I vulcani

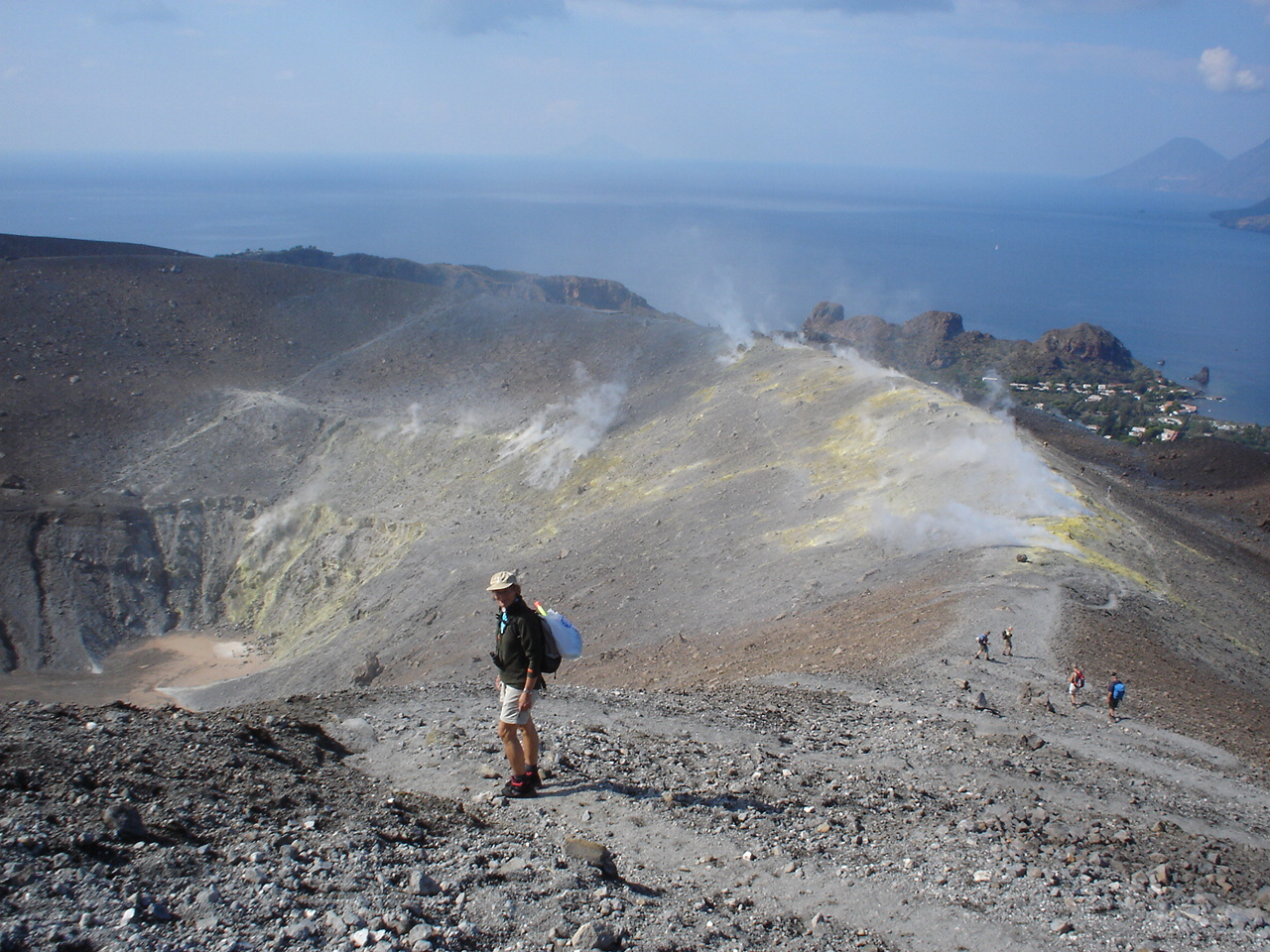
Sommità del cratere vulcanico.

L'isola deve in effetti la sua esistenza alla fusione di alcuni vulcani di cui il più grande è il Vulcano della Fossa, più a nord c'è invece Vulcanello (123 m), collegato al resto dell'isola tramite un istmo. Nel sec. XII erano separati dalle acque; di questa congiunzione si ha notizia solo nel secolo XVI. Forse Vulcano e Vulcanello sono due focolari parziali dello stesso gran focolare vulcanico; il meridionale Monte Aria (500 m), completamente inattivo, che forma un vasto altopiano costituito da lave, tufo e depositi alluvionali olocenici e il Monte Saraceno (481 m).
Il principale vulcano, a occidente, sembra essersi formato dopo l'estinzione del vulcano meridionale; con lave molto acide, ha generato il monte detto Vulcano della Fossa (o Gran Cratere o Cono di Vulcano), alto 386 m, con pendici molto ripide, con a nord un cratere spento, detto Forgia Vecchia.
A nord-ovest si trova una recente colata di ossidiana del 1739, detta le Pietre Cotte. Il cratere attivo è situato alquanto spostato a nord-ovest.
Sebbene l'ultima eruzione sia avvenuta nel 1888 - 1890, il vulcano non ha mai cessato di dare prova della propria vitalità ed ancora oggi si osservano differenti fenomeni: fumarole, getti di vapore sia sulla cresta che sottomarini e la presenza di fanghi sulfurei dalle apprezzate proprietà terapeutiche. A nord numerose fumarole continuano ad emettere acido borico, cloruro di ammonio, zolfo, che alimentano un complesso industriale per la produzione di zolfo. Data la tossicità dei gas emessi dalle fumarole, è possibile avvicinarsi ad esse solamente se si è accompagnati da guide autorizzate.

Fumarole sulfuree di Vulcano

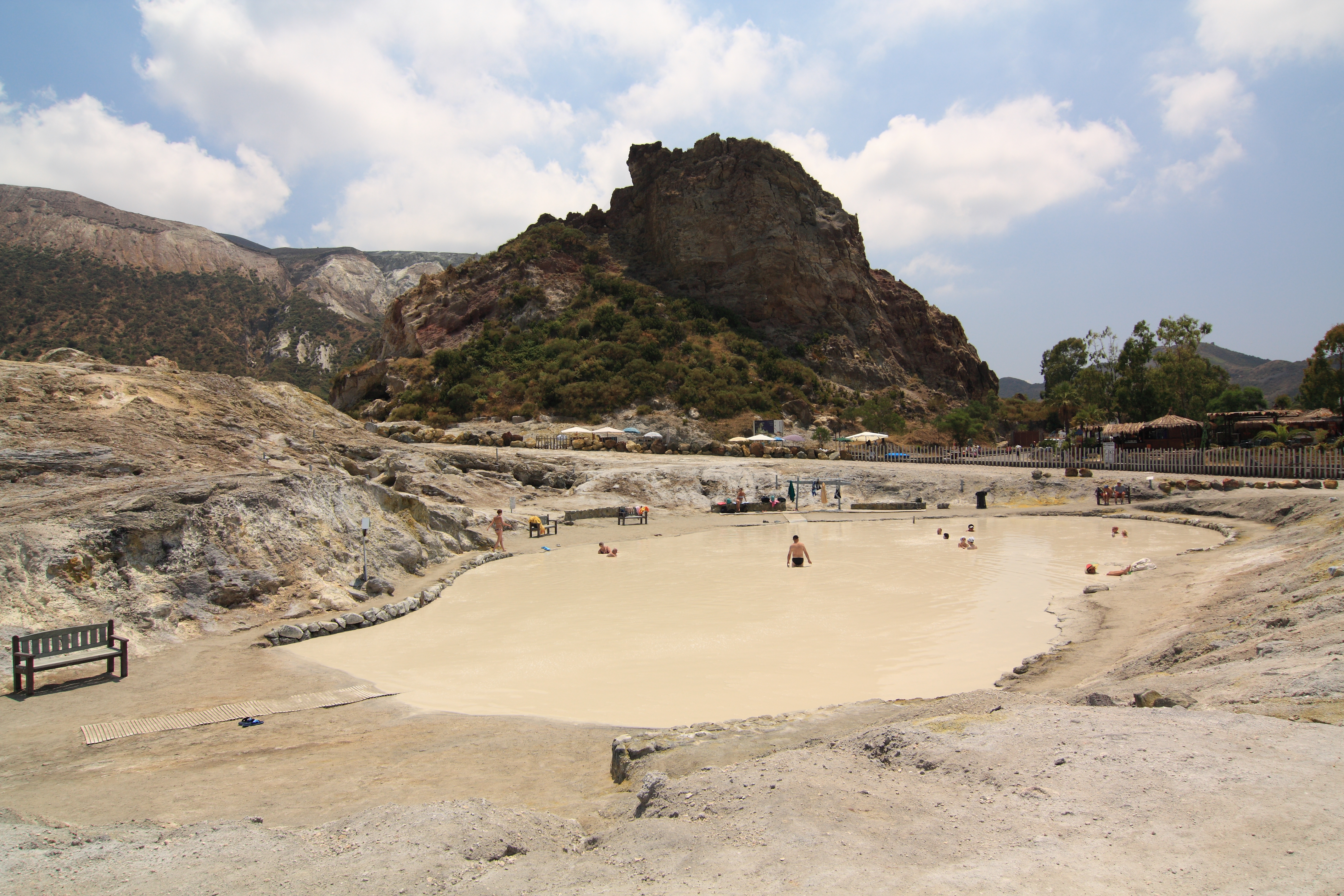
Fanghi di Vulcano

### I fanghi vulcanici
In prossimità del porto sono presenti dei fanghi vulcanici caldi legati all'attività sulfurea dell'isola. I fanghi sono una delle attrattive richiamando molte persone a fare il bagno caldo. In prossimità del mare sono visibili anche delle emissioni sottomarine di gas sulfureo, che provocano un non indifferente odore acre tipico.
Dal 2020 l'area dei fanghi è chiusa al pubblico in attesa di essere messa in sicurezza per poter riaprire gli accessi.

## Economia
Prima dello sviluppo turistico degli anni ottanta, l'economia dell'isola era essenzialmente basata sull'agricoltura.
Oggi, a parte il turismo (che è di gran lunga la fonte di reddito più consistente), l'attività principale consiste nella coltivazione dei vigneti.

## Trasporti
Vulcano è collegata all'isola di Lipari tramite un servizio marittimo effettuato dal porto di Levante (sull'isola di Vulcano) fino al porto di Sottomonastero a Lipari (circa un quarto d'ora), attraverso le Bocche di Vulcano. È raggiungibile con circa un'ora e mezza di navigazione con la nave e con circa tre quarti d'ora via aliscafo da Milazzo (ME).

## Influenza culturale
- Fra il 1949 e il 1950 a Vulcano e sull'isola di Salina, venne girato il film Vulcano diretto dal regista William Dieterle. Interpretato da Anna Magnani e Rossano Brazzi, il film fu prodotto dalla Panaria Film del Principe Francesco Alliata, per uscire nelle sale in prima il 2 febbraio 1950.
- All'isola è dedicato un asteroide, 4464 Vulcano.[7]
- L'isola di Vulcano è anche presente nella seconda serie del manga Le bizzarre avventure di JoJo di Hirohiko Araki ed è teatro dello scontro finale tra il protagonista Joseph Joestar e l'uomo del pilastro Kars.
- Secondo l'avvocato e scrittore statunitense Richard Paul Roe, la commedia La tempesta di William Shakespeare sarebbe ambientata sull'isola di Vulcano.[8]
- Nel romanzo di Stefano D'Arrigo Horcynus Orca, in un sogno a occhi aperti ‘Ndrja Cambrìa (il personaggio principale del romanzo) vede le fere trentenarie (i delfini più anziani) che perseguono una morte volontaria nel ventre dell'isola di Vulcano, dove il fuoco consuma istantaneamente la carne lasciando la carcassa di ossa bianche.

## Galleria d'immagini

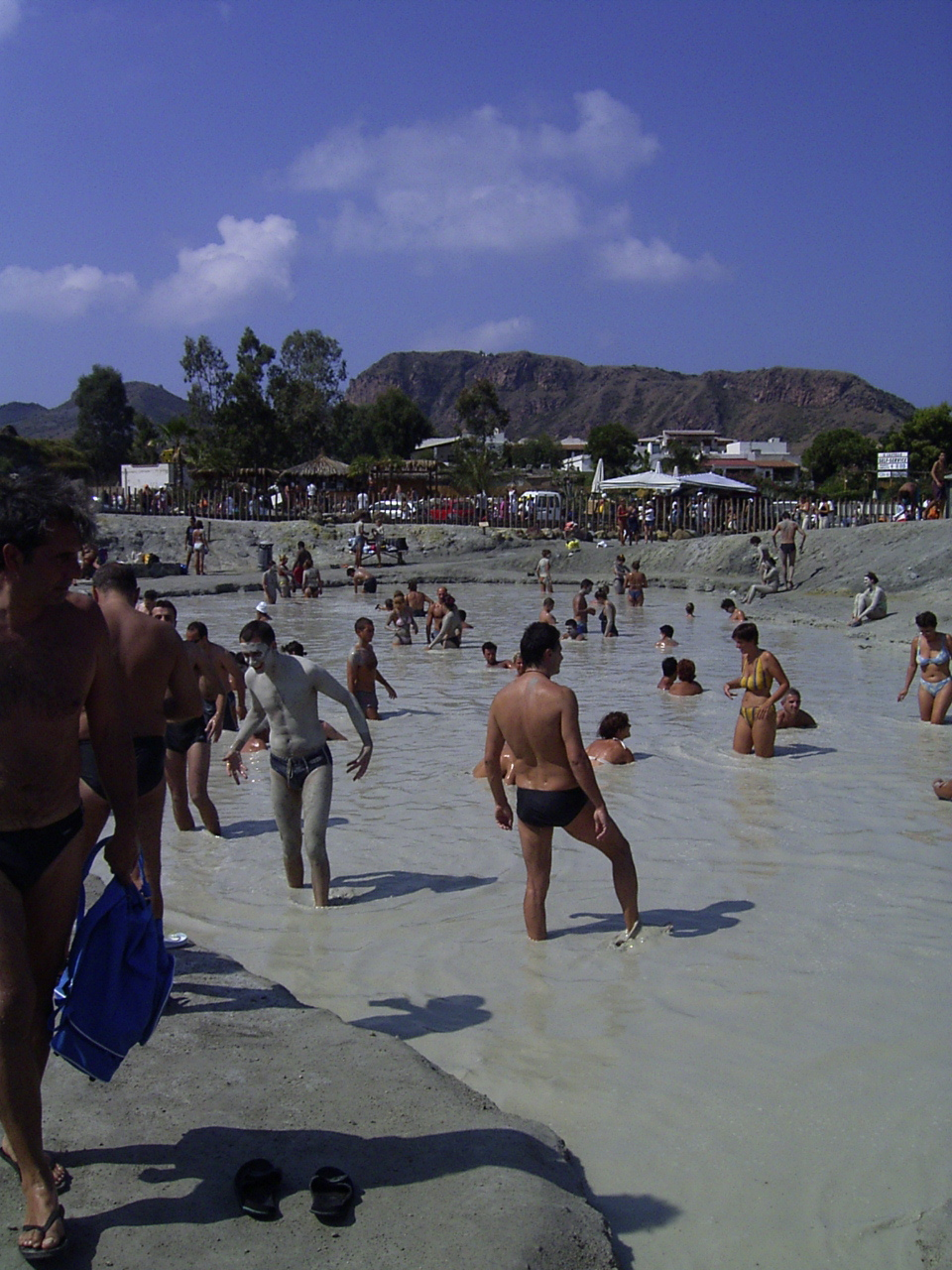
Fanghi a Vulcano.
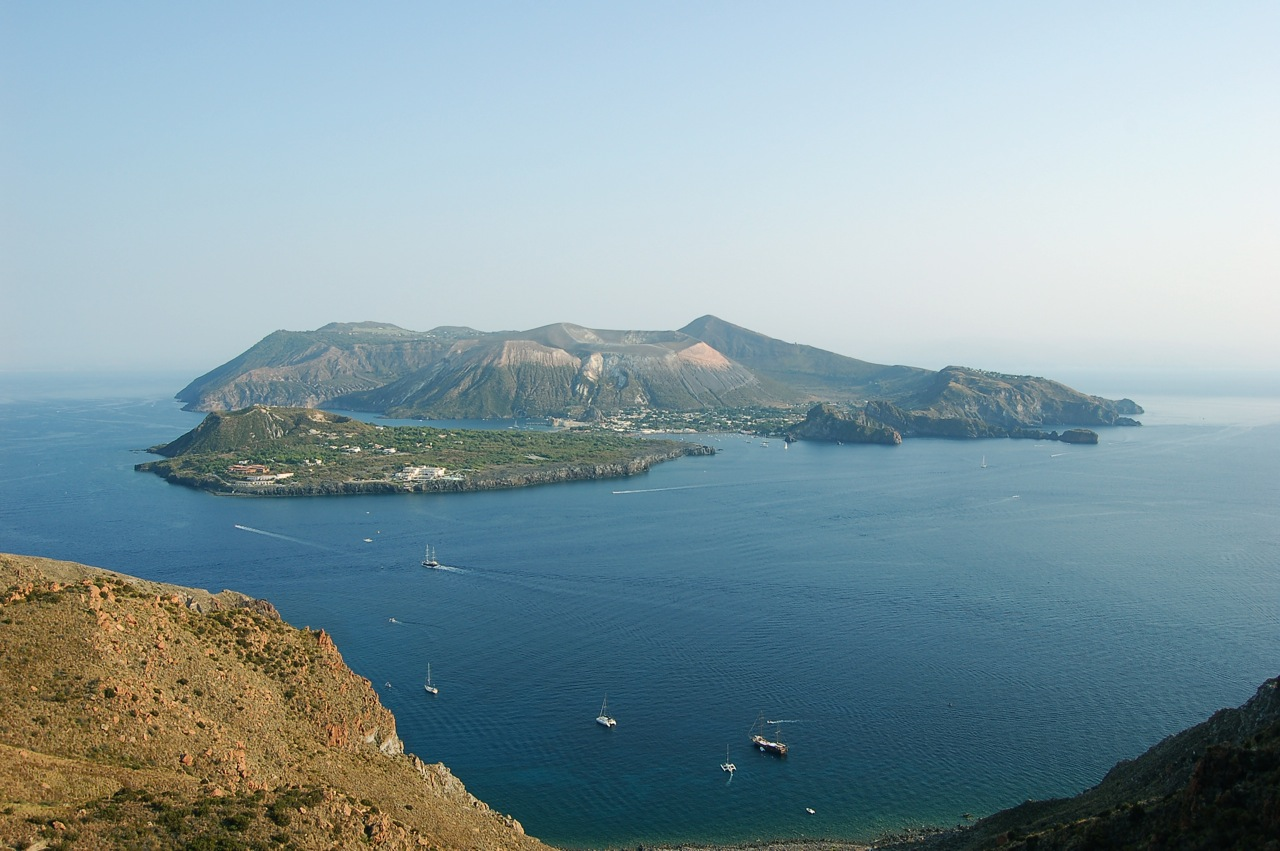
Vista di Vulcano dall'osservatorio di Lipari.
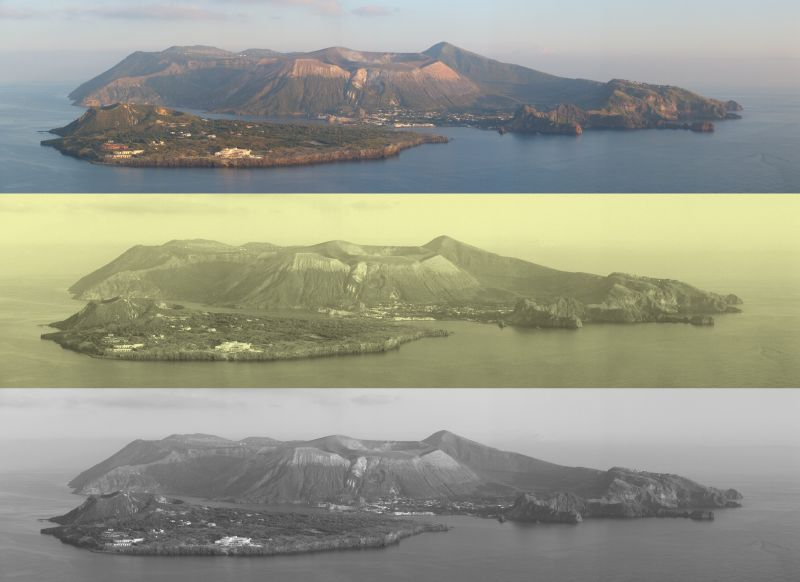
Vista di Vulcano da Lipari.
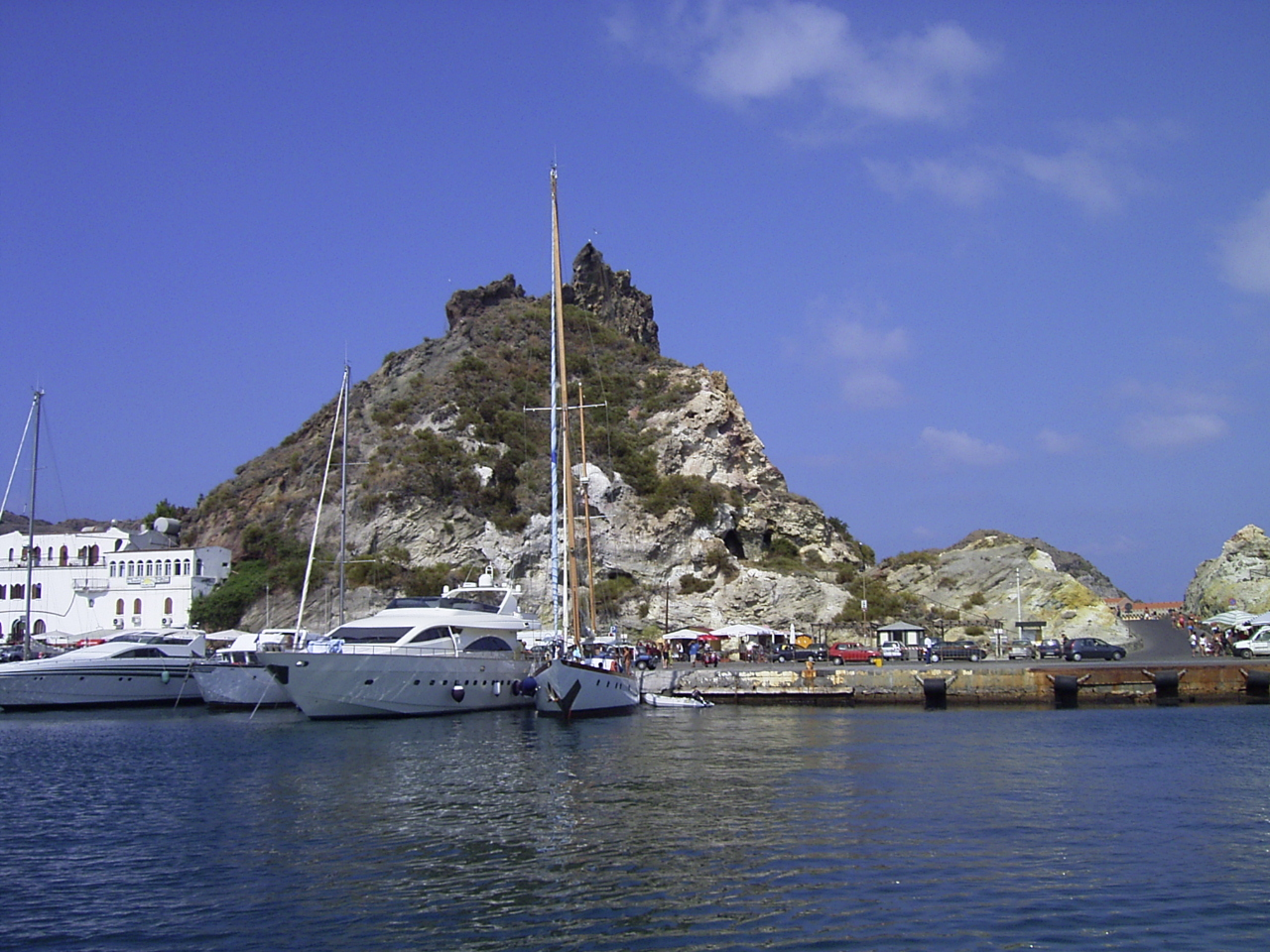
Porto dell'isola.
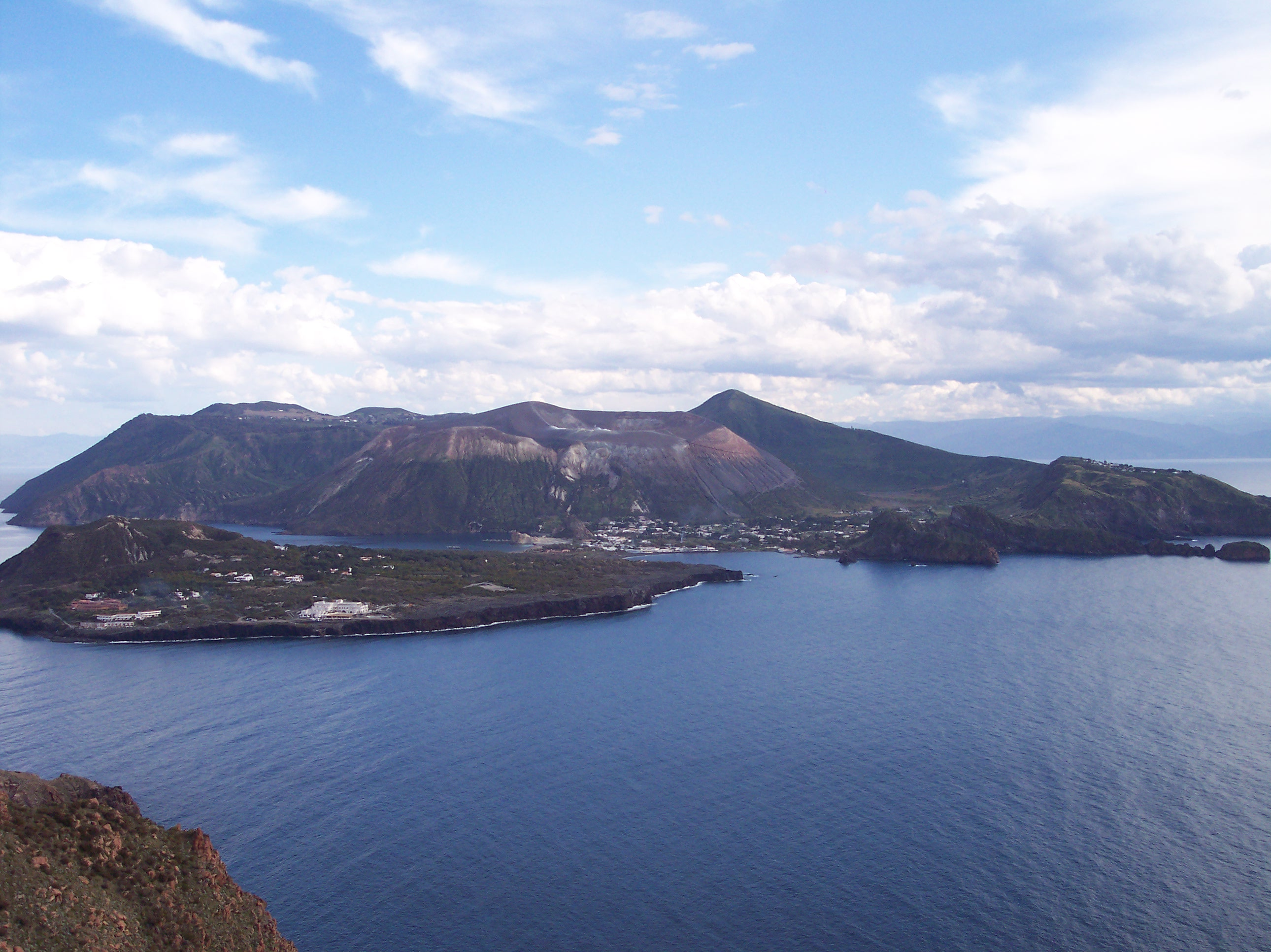
Altra veduta dall'osservatorio dell'INGV di Lipari